# Михайлов, Александр Михайлович (художник)
Александр Михайлович Михайлов (24 марта 1911 года — 11 января 2001 года) — советский и российский художник и педагог, Заслуженный деятель искусств РСФСР.

## Биография
Родился в семье железнодорожного служащего, младший ребёнок в многодетной семье . Рано остался без отца. Детство провел в деревне под Тверью на берегу Волги, природу этих мест любил и почитал до самых последних дней своей жизни, запечатлев их красоту в серии акварельных пейзажей, выполненных в оригинальной авторской манере. С 1921 года переехал в Москву, где воспитывался в семье старшей сестры Зинаиды Михайловны Салтыковой и её мужа Леонида Александровича Салтыкова, представителя старой московской интеллигенции. Который заметив способности мальчика, как вспоминал впоследствии сам художник, дал ему первые навыки работы с красками в том числе и с акварелью
В 1927 году окончил школу второй ступени № 34 Бауманского района Москвы (впоследствии средняя школа № 330 г Москвы). В том же году поступил в Московский государственный техникум изобразительного искусства в память восстания 1905 года (ныне Московское государственное художественное училище памяти 1905 года), где обучался с 1927 по 1930 год.
1930—1936 год А. М. Михайлов студент Художественно-графического факультета МГПИ. После его окончания с 1936 по 1958 год А. М. Михайлов руководитель студии изобразительного искусства Московского городского Дома пионеров.
В эти годы у него учились многие, ставшие впоследствии известными, художники и скульпторы В. М. Сидоров, В. И. Иванов, Э. В. Булатов, Б. М. Неменский, А. В. Васнецов, Б. А. Тальберг, В. К. Замков, Г. В. Храпак, В. В. Глебов.
С 1956 года член Союза художников СССР. В 1957 году делегат от СССР на Первом Международном конгрессе Международной организации по художественному воспитанию и обучению детей при ЮНЕСКО (ИНСЕА) в Гааге. С 1958 года член ИНСЕА.
В 1958 году присвоено звание Заслуженный деятель искусств РСФСР. С 1958 по 1962 год преподавал живопись на Живописно-графическом факультете Московского педагогического института.
В 1961 году решением Высшей аттестационной комиссии утвержден в ученом звании доцента по кафедре «Живопись». С 1962 по 1971-й год вел акварельные классы в Московской средней художественной школе Академии художеств СССР.
В этот же период он ведет активную общественно-просветительскую деятельность представляя СССР на Международных конгрессах ИНСЕА в Чехословакии 1966 год, Великобритании 1970 год, Югославии 1972 год. В 1970 году А. М. Михайлов был принят в члены Мирового совета ИНСЕА.
В 1980 году приглашен Ассоциацией художников-педагогов Венгрии для чтения лекций по истории преподавания рисования в России. Награждён медалью «Вита эстетика» за Международную деятельность по художественному воспитанию и обучению детей . В 1981 году награждён почетным знаком СССР «За вклад в дело дружбы».
В 1980 году состоялась первая персональная выставка акварелей художника в «Доме дружбы с зарубежными странами». Газета «Московский художник» в своей рецензии посвященной открытию выставки отметила, что: «Александр Михайлович не только опытный педагог, он настоящий мастер-пейзажист, о чём свидетельствует выставка его работ „Красота родной страны“ экспонируемая в Доме Дружбы»
В 1981 году награждён почетным знаком СССР «За вклад в дело дружбы». В 1982 году в Доме Художника прошел творческий вечер А. М. Михайлова, на котором экспонировались его акварели.
В 1986 году состоялась вторая персональная выставка А. М. Михайлова в «Доме Дружбы с зарубежными странами».
В 1999 году под патронатом Союза художников РФ состоялась последняя персональная выставка художника, к её открытию был издан цветной альбом работ художника. Вступительное слово к альбому написали: Председатель Правления Союза художников РФ, Народный художник СССР В. М. Сидоров, Народный художник СССР В. И. Иванов, публицист А. С. Жукова.
А. М. Михайлов автор книг и статей на тему живописи и художественного воспитания. В 1981 году в соавторстве с С. А. Левиным и А. В. Щербаковым выпускает методическую программу для внешкольных учреждений и общеобразовательных школ «Рисунок и живопись», которая до сих пор лежит в основе рабочих образовательных программ внешкольных изостудий и классов.
В 1995 году издательством «Изобразительное искусство» выпускается его последняя книга «Искусство акварели» — она стала признанным и цитируемым учебным пособием для студентов художественно-графических отделений и ВУЗов.
«А. М. Михайлов — один из крупнейших советских педагогов, правильность взглядов которого на задачи художественного воспитания как нельзя лучше подтверждается результатами его деятельности» — так написал в своей книге другой выдающийся педагог профессор-искусствовед Александр Данилович Алехин.
«А. М. Михайлов широко известен как деятель культуры, крупный специалист в области эстетического воспитания. Известен как у нас на родине, так и во многих странах мира.», — из статьи Заслуженного художника РСФСР А. М. Дубиничика, посвященной открытию выставки А. М. Михайлова в 1980 году.

## Творчество
А. М. Михайлов — живописец и график, работавший в основном в жанре пейзажа. Последователь школы лирического пейзажа. Своим учителем считал В.К Бялыницкого-Берулю. Всегда предпочитал работать на пленэре. В связи с чем постепенно перешел на письмо в технике акварели. Он считал, что только эта техника позволяет передать сиюминутное настроение природы. Собственную технику акварельного письма популяризировал через публикации в периодике, а также в своей книге «Искусство акварели». Особенностями акварельного письма художника были стремление к однослойному нанесению красок, требующего высокой точности, непрерывности линий и безошибочного владению кистью. Практически не использовал в работе над этюдами белой краски, максимально используя природу и фактуру бумаги. Считал прозрачность и легкость пейзажного этюда высшим проявлением мастерства акварелиста.
«Все пейзажи Александра Михайловича удивительно тонкие и нежные, прозрачные», — так описывают работы художника в статье газеты «Московский художник», посвященной его персональной выставке в 1980 году.
«Наследовав лирическое восприятие пейзажа средней полосы у своего учителя В.Бялыницкого-Бирули, А. Михайлов смог найти только ему одному присущий, свой очень выразительный акварельный почерк» — отмечает газета «Московский художник» в статье, посвященной творческому вечеру А. М. Михайлова.
«Ваши акварели полны поэзии, легкости, воздушности. Каждый лист — это стихотворение сказанное изобразительным языком о природе», — слова Народного художника РСФСР Е. И. Дешалыта, на творческом вечере А. М. Михайлова
Несмотря на то, что А. М. Михайлов признанный мастер акварели, интересен период его творчества в технике масляной живописи, охватывающий 1940—1970 годы.
В это время художник наряду с традиционным для него жанром пейзажа средней полосы, пишет два цикла работ, связанных с его творческими командировками в Крым 1940-е и на Алтай 1950-е годы. Где через необычные краски и ландшафты удивительным образом раскрываются новые грани художника — пейзажиста.
А. М. Михайлов будучи истинным художником не мог оставаться в рамках одного жанра, пробуя себя в других направлениях живописи. Автор на протяжении почти 60 лет творческой жизни не раз обращался к написанию натюрмортов, используя то масляную, то акварельную технику.
Произведения А. М. Михайлова хранятся в коллекции Государственной Третьяковской галереи, а также частных коллекциях.

### Книги и альбомы
- А. М. Михайлов: Любителям рисования. — М: Мол. гвардия, 1963. — 86 с., 8 л. ил.
- С. А. Левин, А. М. Михайлов, А. В. Щербаков, Рисунок и живопись. — М.:Просвещение,1981
- А. М. Михайлов, Т. А. Ганжало: начинающим — М. : Мол. гвардия, 1991. — 32 с. : ил.; 20 см.
- А. М. Михаилов: Искусство акварели. — Учебное пособие. — М.: Изобразительное искусство, 1995 г. −200 с.; ил.; см.
- Альбом: Александр Михайлович Михайлов; М.; Издательство «Галарт», 1998

### Статьи и доклады
- А. М. Михайлов: Единство двух начал (на темы эстетического воспитания). — Творчество, 1960. № 12
- А. М. Михайлов: Природа, люди, краски, — Творчество, 1961, № 7
- А. М. Михайлов: Живопись акварелью. — Творчество, 1963. № 3
- А. М. Михайлов: Материалы для работы акварелью. — Творчество, 1963. № 4
- А. М. Михайлов: Натюрморт. — Творчество, 1963. № 3